# Merchant Adventurers
Die Company of Merchant Adventurers war eine der bedeutendsten englischen Tuchhandelskompanien des ausgehenden Mittelalters und als privilegierte englische Handelskompanie im Mittelalter und der frühen Neuzeit eine Vorläuferin der großen, mit Aktien gedeckten Handelskompanien wie z. B. der Britischen Ostindien-Kompanie.

## Name
Als Merchant Adventurers wurden Mitte des 13. Jahrhunderts Fernkaufleute in England bezeichnet. Gemeint waren dabei vor allem jene Kaufleute, die nach Kontinentaleuropa reisten, um dort Handel zu treiben. Die Bezeichnung Merchant Adventurers, deutsch etwa kaufmännische Abenteurer, gibt einen Hinweis auf die damalige Unsicherheit und Abenteuerlichkeit einer Seereise. Soweit sie um Jütland herum die von der Hanse beherrschte Ostsee anfuhren, wurden sie dort als Eindringlinge empfunden und aufgrund des Seewegs als Umlandfahrer bezeichnet.

## Entstehungsgeschichte
Die Entstehungsgeschichte der Merchant Adventurers liegt weitgehend im Dunkeln. Eventuell sind sie aus der Gilde der Londoner Tuchhändler, der Mercers’ Company of London, hervorgegangen. Diese Tuchhändler hatten jedenfalls Mitte des 14. Jahrhunderts einen maßgeblichen Einfluss auf die Adventurers. Andererseits wurde ab Anfang des 14. Jahrhunderts der Begriff des Merchant Adventurer vor allem für Kaufleute, die mit den Niederlanden handelten, gebraucht. Zwischen 1295 und 1315 können die ersten Handelsprivilegien im Herzogtum Brabant nachgewiesen werden.
Um 1350 bildeten sich einzelne festere Zusammenschlüsse von Kaufleuten, die mit gleichen Waren handelten. So erlangte um 1356 die Company of the staple at Calais, ein Zusammenschluss von 26 englischen Tuchhändlern, ein Monopol der englischen Krone auf die Ausfuhr von Tuch nach Calais. Diese Company wurde allgemein nur „Staple“, auf Deutsch Stapel bzw. Lagerplatz genannt, was aber eher der Bedeutung von Handelsplatz nahekommt. Dieser Name weist auch auf eine spezifische Handelspraxis hin: Der gemeinsame Verkauf von Tuchen für eine Region an einem festgelegten Ort. Ein Grund dafür wird gewesen sein, dass interne Preisabsprachen gegenseitig besser kontrolliert werden konnten. Die Company of the Staple ging im 17. Jahrhundert in der Company of Merchant Adventurers of England auf.
Um dieselbe Zeit werden sich ähnliche Vereinigungen in anderen niederländischen Städten gegründet haben. 1359 sind in Brügge, dem damaligen Handelszentrum, Privilegien für englische Kaufleute nachweisbar. Wahrscheinlich aus diesen einzelnen Organisationen wurde um 1407 die Company of Merchant Adventurers of England gegründet. Diese Gesellschaft mit Sitz in London ist als Kaufmannsgilde aufzufassen. Auch sie wurde von der englischen Krone privilegiert und bekam das Monopol auf den Export unbehandelter Tuche in die Niederlande. Die niederländische Region um Brügge war damals eines der Zentren der Textilherstellung und Textilveredelung, dort errichtete die Company of Merchant Adventurers ihre erste Niederlassung. 1446 wurden ihr bessere Bedingungen von Herzog Philipp von Burgund angeboten und sie verlegte ihre niederländische Hauptniederlassung nach Antwerpen. Die Gesellschaft prosperierte und wurde sehr wichtig für die englische Krone, da die Steuern auf Tuchausfuhren einen wesentlichen Anteil der Staatseinnahmen ausmachten. Um 1550 hatte die Company der Merchant Adventures in England und den Niederlanden etwa 7200 Mitglieder.

## Aktiengesellschaften
Englische Kaufleute waren vom Handel mit dem Ostseeraum weitgehend abgeschnitten, auch zu den Kolonien gab es nur wenige Kontakte; sie waren vor allem in spanischem und portugiesischem Besitz und für die Engländer nicht erreichbar. Es wurde daher aus dem Kreis der Merchant Adventurers 1551 eine Aktiengesellschaft gegründet mit dem Ziel, einen eigenen Handelsweg nach China und Indien zu erkunden. Diese Mystery and Company of Merchant Adventurers for the Discovery of Regions, Dominions, Islands, and Places Unknown rüstete 1553 eine Expedition mit drei Schiffen aus, von denen ein Schiff über das Weiße Meer Russland erreichte. Daraufhin wurden Handelskontakte mit Russland geknüpft, die Aktiengesellschaft in Muscovy Company umbenannt. Sie erhielt 1554 das einträgliche Privileg des ausschließlichen Handels mit Russland. So fuhren in den nächsten Jahrhunderten regelmäßig Schiffe der Muscovy Company nach Archangelsk. Ein ähnliches Prinzip steckte hinter dem Freibrief für die Governors and Company of Merchants of London Trading to the East-Indies.

## Handelskriege
In Nordeuropa waren die Handelskriege für die Merchant Adventurers von den Auseinandersetzungen der Hanse, insbesondere der Wendischen Städte um Lübeck und Stralsund mit den dänischen Königen bestimmt. Der Frieden von Stralsund (1370) führte vorübergehend zum völligen Ausschluss aller Umlandfahrer von der Schonischen Messe. Der Frieden von Utrecht (1474) zur Beendigung des Kaperkrieges der Hanse gegen England brachte für den Handel der Merchant Adventurers erneut einen herben Rückschlag, da die Hanse ihre Privilegien auf ganzer Linie durchsetzte und den Tuchhandel für sich monopolisieren konnte. Aber auch in ihrem Kerngeschäft wandelte sich die Company of Merchant Adventurers: sie bekam, um die Hansekaufleute zu schwächen, 1560 das Monopol auf den Tuchexport in die Niederlande und nach Norddeutschland.
Als 1563 ein englisch-niederländischer Handelskrieg ausbrach, verlegte die Vereinigung ihren niederländischen Sitz nach Emden. Dort erhielt sie das Angebot, ihren Sitz nach Hamburg zu verlegen.

## Hamburg Company

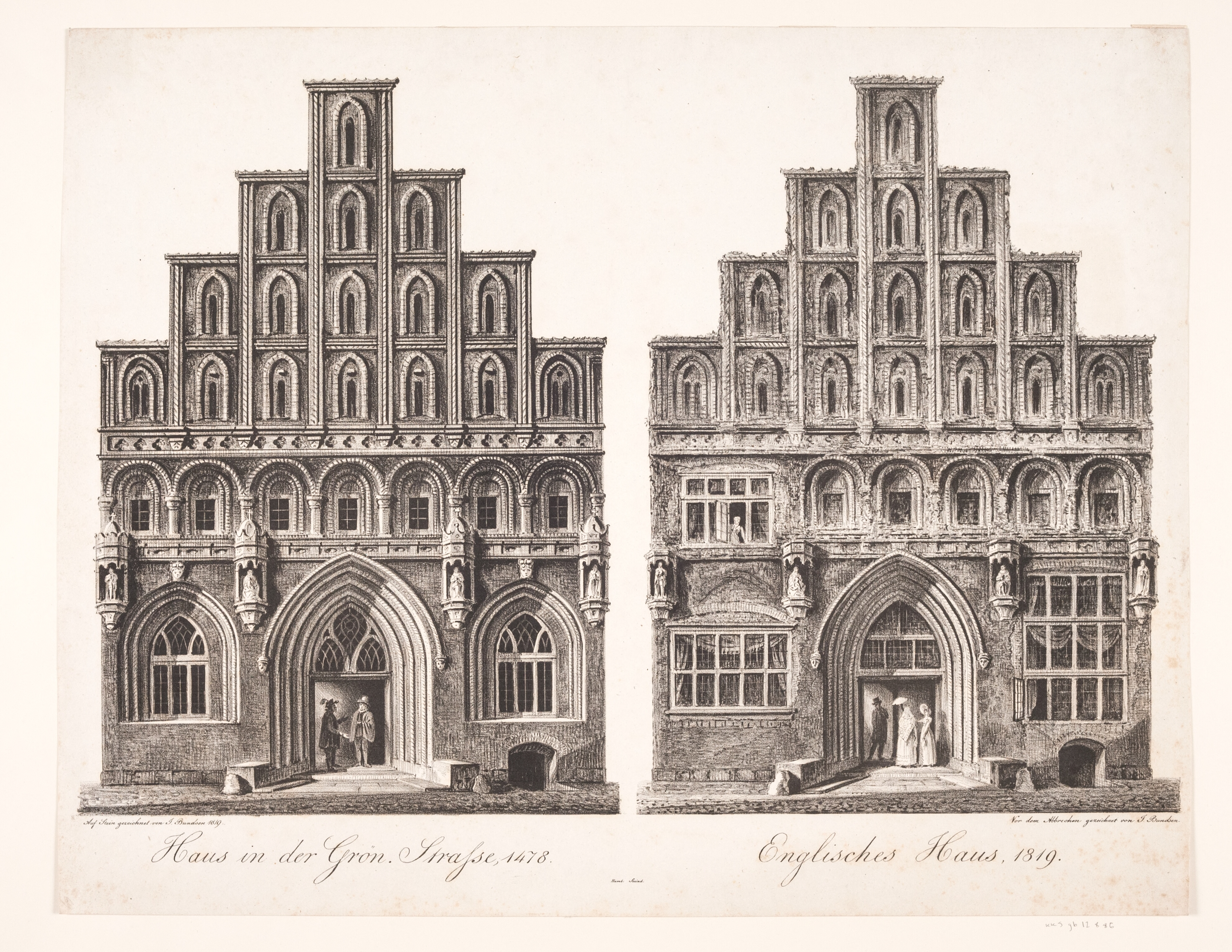
Jes Bundsen, Lithographie des Englischen Hauses, 1819, Statens Museum for Kunst

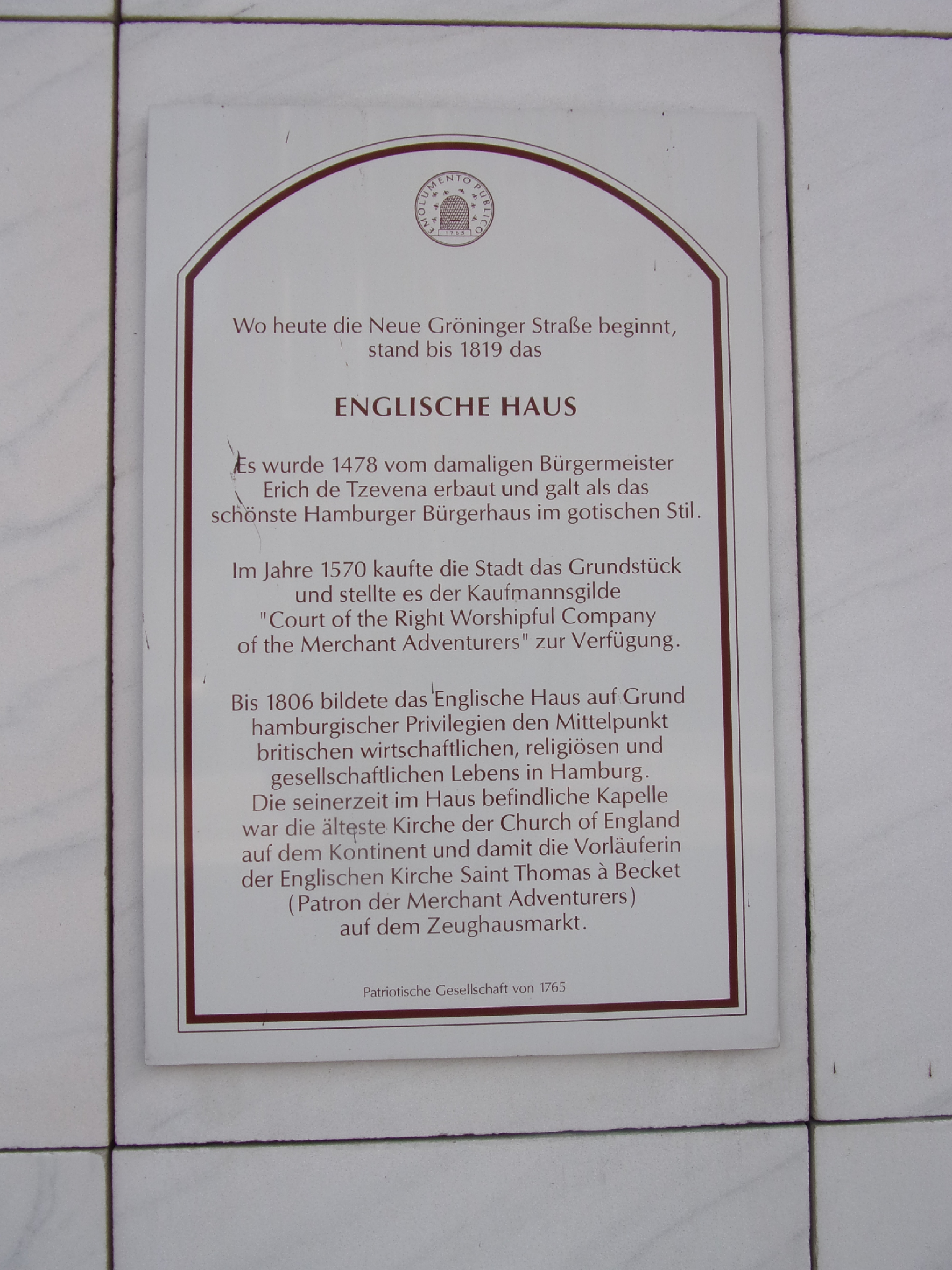

1567 schloss der Hamburger Rat mit der Führung der Merchant Adventurers einen Vertrag über zehn Jahre ab, woraufhin der Sitz der Gesellschaft nach Hamburg verlegt wurde. Dies spiegelt die Uneinigkeit der in der Hanse lose verbündeten deutschen Städte wider, die durchaus zeitweilig ihre eigenen örtlichen Handelsinteressen über das Gesamt- oder Mehrheitsinteresse der hansischen Städte stellten, wie dies auch Danzig in der mittleren Ostsee tat, so dass die Merchant Adventurers auch dort Fuß fassen konnten.
Die Merchant Adventurers bekamen das 1478 erbaute Zevernsche Haus, ein Kaufmannshaus in der Gröningerstraße, zugewiesen, das der Rat 1570 erworben hatte und das als das schönste gotische Hamburger Bürgerhaus galt. 1577 wurde der Vertrag mit Hamburg aufgrund von Protesten der evangelisch-lutherischen Bevölkerung nicht verlängert und die Merchant Adventurers verlegten ihren Sitz zurück nach Emden. 1582 erfolgte eine Verlegung nach Middelburg und 1587 nach Stade. Als 1597 der deutsche Kaiser Rudolf mit England im Krieg lag, wurde die Stader Niederlassung offiziell geschlossen, aber insgeheim liefen die Geschäfte weiter. Als Gegenmaßnahme wurde der Stalhof in London von Elisabeth I. beschlagnahmt. 1604 erfolgte dann die offizielle Wiederzulassung der Engländer in Stade.
1611 wurde erneut ein Kontrakt mit den Merchant Adventurers geschlossen, der zur Folge hatte, dass sie den Einheimischen handelsrechtlich beinahe gleichgestellt waren. Von einigen Zöllen wie dem Admiralitätszoll waren die Merchant Adventurers befreit; ihre Importe machten Anfang des 17. Jahrhunderts rund 20 Prozent der Hamburger Importe aus. Über Hamburg wurden die englischen Güter erfolgreich nach Frankfurt am Main, Leipzig, Nürnberg und Schlesien bis nach Wien oder Ungarn weitervertrieben.
Um 1620 umfasste die Hamburg Company etwa 100 in Hamburg anwesende englische Kaufleute; diese Zahl nahm kontinuierlich ab. 1800 waren es noch elf. In Hamburg wurden die Briten als Merchant Adventures bezeichnet, in Großbritannien waren sie als Hamburgh Company bekannt.
Die Hamburger Company wurde 1806 während der Hamburger Franzosenzeit durch die Franzosen aufgelöst. Endgültig beendet wurde die Tätigkeit 1826 durch einen Vertrag mit der britischen Regierung. Das sogenannte Englische Haus in der Gröningerstraße blieb bis 1806 das Domizil der Merchant Adventurers.

### Hilfsmittel
- David M. Smith: A guide to the archives of the Company of Merchant Adventurers of York. Borthwick Inst. of Historical Research, York 1990 (Borthwick texts and calendars 16, ISSN 0305-8506).

### Darstellungen
- Anne F. Sutton: The Merchant Adventurers of England: their origins and the Mercers’ Company of London. In: Historical Research. 75, 2002, ISSN 0950-3471, S. 25–46.
- Jürgen Wiegandt: Die Merchant Adventurers Company auf dem Kontinent zur Zeit der Tudors und Stuarts. (= Beiträge zur Sozial- und Wirtschaftsgeschichte, 4) Kiel 1972.
- Nils Jörn: Die Auseinandersetzungen zwischen Hanse und Merchant Adventurers vor den obersten Reichsgerichten im 16. und 17. Jahrhundert. In: Zeitschrift des Vereins für Lübeckische Geschichte und Altertumskunde. 78, 1998, ISSN 0083-5609, S. 323–348.
- Anne D. Petersen: Die Engländer in Hamburg, 1814 bis 1914. Ein Beitrag zur hamburgischen Geschichte. von Bockel, Hamburg 1993, ISBN 3-928770-09-8 (Zugleich: Hamburg, Univ., Diss., 1992).
- Jonas Ludwig von Heß: Hamburg topographisch, politisch und historisch beschrieben. Zweite Auflage, umgearbeitet und vermehrt. Bd. 1 Hamburg, auf Kosten des Verfassers, gedruckt bei J. C. Brüggemann, 1810, S. 351–363, (Band 1), 1811.
- Heinrich Hitzigrath: Die Kompagnie der Merchant Adventurers und die englische Kirchengemeinde in Hamburg 1611–1835. Kriebel, Hamburg 1904.